# Кхамба (народ)
Кхамба — народ на востоке Индии, проживают в округе Западный Сианг штата Аруначал-Прадеш, вблизи границы с Китаем. Население сконцентрировано в долине Янгсангчу, в деревнях Ньеринг, Нуйкканг, Ёртунг, Манкота и Ташигонг. По данным Ethnologue численность этноса составляет 1330 человек. Исповедуют тибетский буддизм, тем не менее, в культуре прослеживается влияние соседних народов, исповедующих анимистические верования.
Язык кхамба относится к тибето-бирманской семье. В качестве письменности используется собственное письмо хингна, произошедшее от тибетского письма.